# مقاطعة آران وبيدغل
مقاطعة آران وبيدغل (بالفارسية: شهرستان آران و بیدگل) هي مقاطعة تقع في إيران في أصفهان. يقدر عدد سكانها بـ 89,961 نسمة .